# Henry Thomas Lowry-Corry

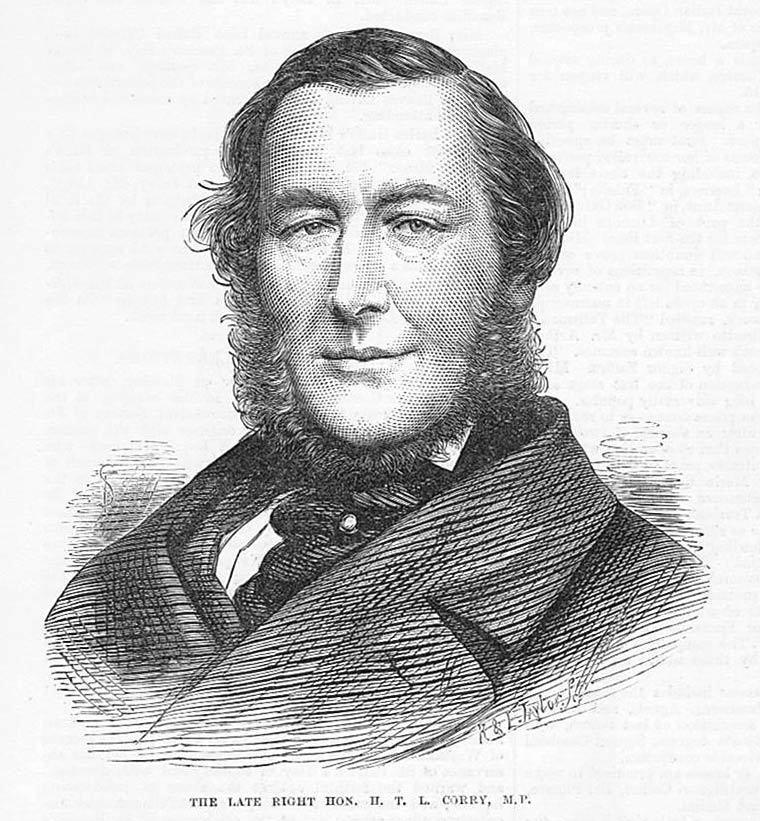
Henry Lowry-Corry (1873)

Hon. Henry Thomas Lowry-Corry PC (* 9. März 1803 in Dublin; † 5. März 1873 in Bournemouth) war ein britischer Politiker irischer Herkunft.
Lowry-Corry wurde im März 1803 in Dublin als zweiter Sohn von Somerset Lowry-Corry, 2. Earl Belmore und dessen Frau Juliana Butler geboren. Er studierte am Christ Church College der Universität Oxford und erhielt dort 1823 einen Abschluss als Bachelor of Arts. Ab 1826 gehörte als Abgeordneter der Conservative Party für das County Tyrone er dem britischen House of Commons an und hatte dieses Mandat bis zu seinem Tod 1873 inne. Von 1834 bis 1835 bekleidete er das Amt des Comptroller of the Household in der ersten Regierung von Robert Peel. 1836 wurde Lowry-Corry in den Privy Council aufgenommen. Nachdem er von 1841 bis 1845 bereits Junior Lord of the Admiralty gewesen war, wurde er nun von 1845 bis 1846 und erneut von 1858 bis 1859 First Secretary of the Admiralty. Im März 1867 wurde Lowry-Corry Erster Lord der Admiralität mit Sitz im Kabinett und behielt das Amt bis zum Dezember 1868, als die Regierung zurücktrat. Ihm zu Ehren trägt Corry Island, eine Insel in der Antarktis, seinen Namen.

## Ehe und Nachkommen
Lowry-Corry war seit dem 30. März 1830 mit Hon. Harriet Anne Ashley-Cooper († 25. März 1868), der Tochter von Cropley Ashley-Cooper, 6. Earl of Shaftesbury, verheiratet. Aus der Ehe gingen zwei Söhne hervor:
- Armar Henry Lowry-Corry (* 14. März 1836; † 9. September 1893)
- Montagu William Lowry-Corry, 1. Baron Rowton (* 8. Oktober 1838; † 9. November 1903)